# فريد روبرتس
فريد روبرتس (بالإنجليزية: Fred Roberts)‏ مواليد 14 أغسطس 1960 في بروفو، هو لاعب كرة سلة أمريكي سابق. بدأ مسيرته الاحترافية في سنة 1982. تم اختياره من قبل فريق ميلووكي باكز خلال الدرافت. اعتزل اللعب في 1997.

## المسيرة الاحترافية
لعب مع فورتيتودو بولونيا في الدوري الإيطالي في موسم 1982–1983، ثم لعب مع سان أنطونيو سبرز من سنة 1983 إلى 1985، ثم لعب مع يوتا جاز من سنة 1984 إلى 1986، ثم لعب مع بوسطن سيلتكس من سنة 1986 إلى 1988، ثم لعب مع ميلووكي باكز من سنة 1988 إلى 1993، ثم لعب مع برشلونة في الدوري الإسباني في موسم 1993–1994، ثم لعب مع كليفلاند كافالييرز في سنة 1995، ثم لعب مع لوس أنجلوس ليكرز في موسم 1995–1996، ثم لعب مع دالاس مافيريكس في موسم 1996–1997.

## روابط خارجية
- فريد روبرتس على موقع الاتحاد الدولي لكرة السلة (الإنجليزية)
- فريد روبرتس على موقع إن بي أي (الإنجليزية)
- فريد روبرتس على موقع سبورتس رفرنس (الإنجليزية)
- فريد روبرتس على موقع الدوري الإسباني لكرة السلة (الإسبانية)
- فريد روبرتس على موقع كلية كرة السلة في سبورتس رفرنس.كوم (الإنجليزية)
- فريد روبرتس على موقع ريلجم (الإنجليزية)
- فريد روبرتس على موقع بروبوليرز (الإنجليزية)
- فريد روبرتس على موقع سبورتس رفرنس (الإنجليزية)